# لسی به خانه بر می‌گردد
لاسی به خانه می آید (به انگلیسی: Lassie Come Home) فیلمی ۸۹ دقیقه‌ای به کارگردانی فرد ام. ویلکاکس است. الیزابت تیلور از بازیگران این فیلم است.